# Phortica pangi
Phortica pangi är en tvåvingeart som beskrevs av Chen och Wen 2006. Phortica pangi ingår i släktet Phortica och familjen daggflugor. Inga underarter finns listade i Catalogue of Life.